# Myopopone castanea
Myopopone castanea är en myrart som först beskrevs av Smith 1860.  Myopopone castanea ingår i släktet Myopopone och familjen myror. Inga underarter finns listade i Catalogue of Life.

## Bildgalleri

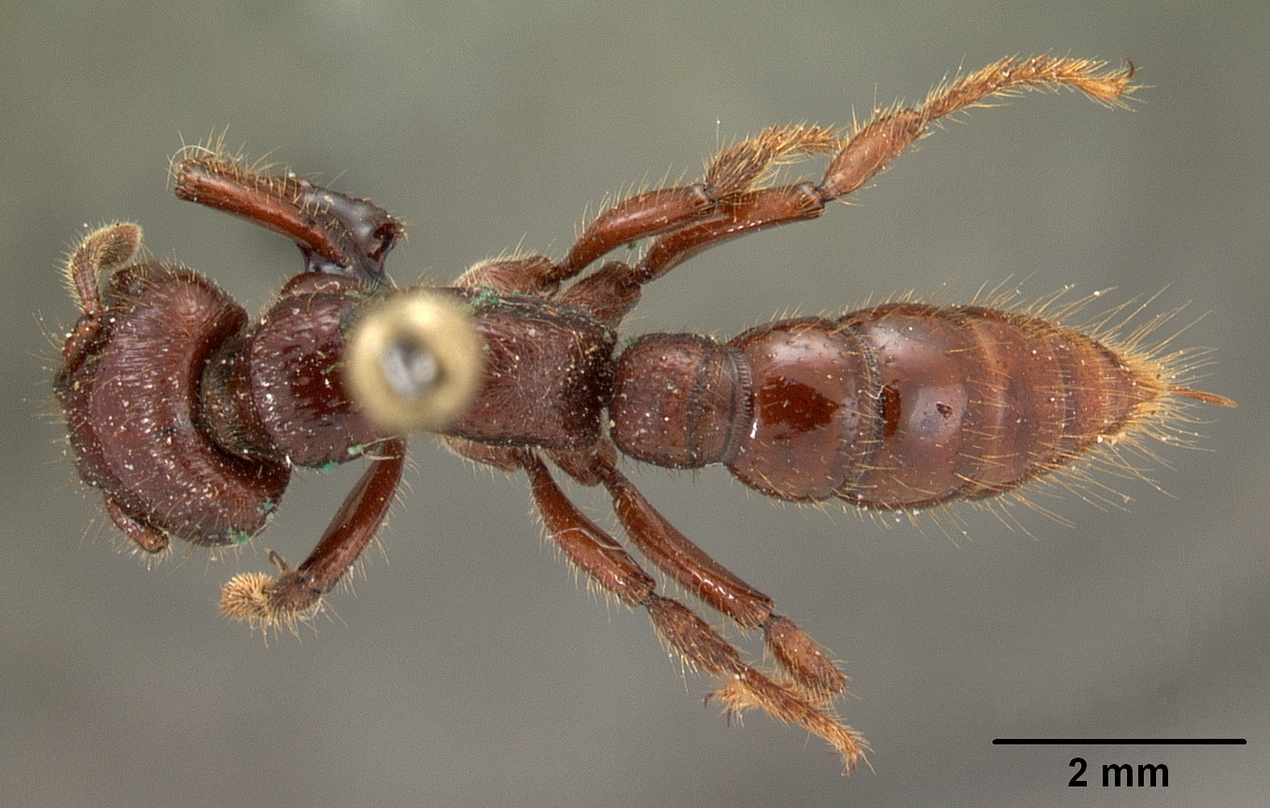
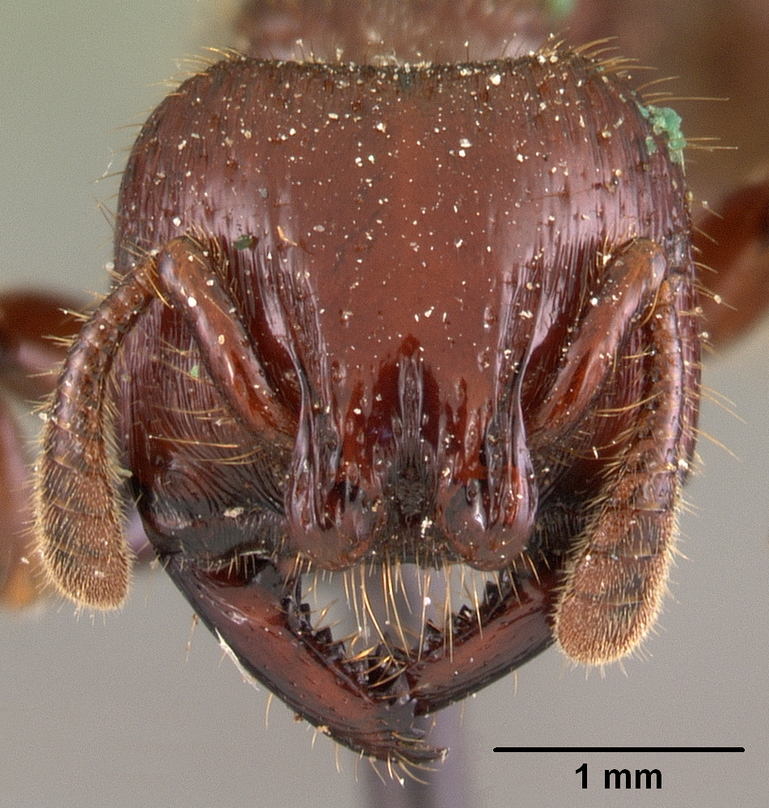
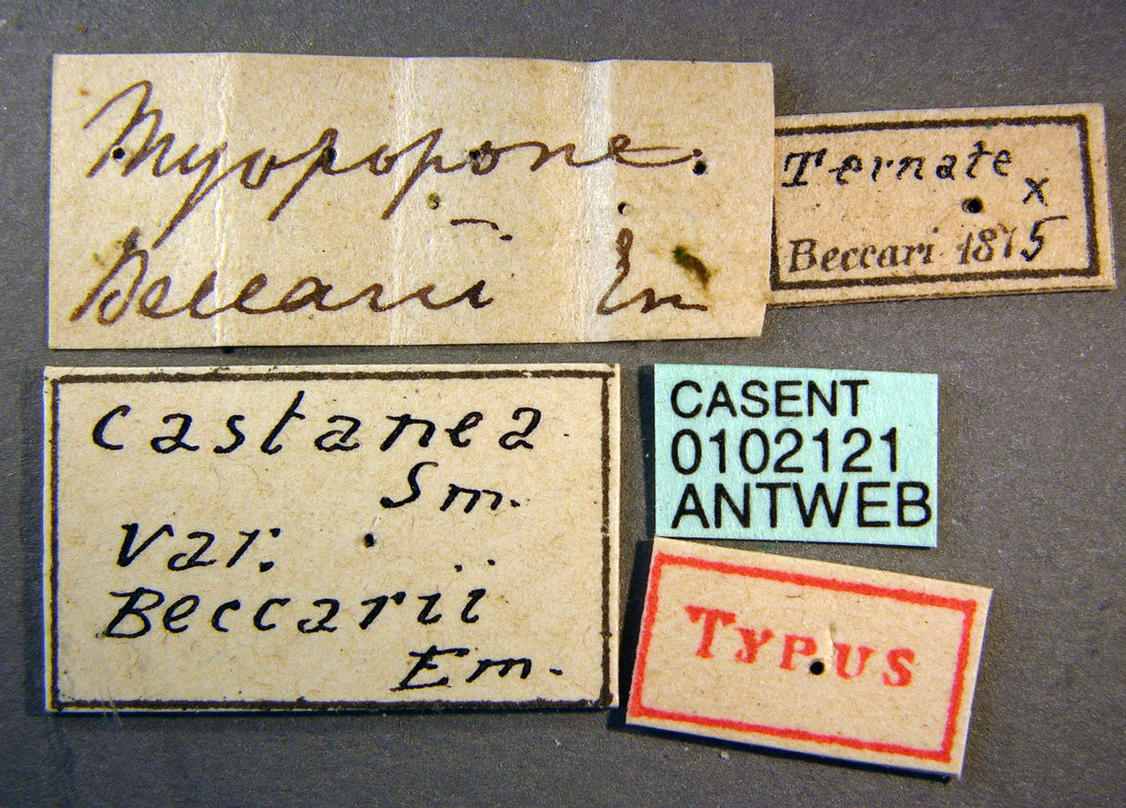
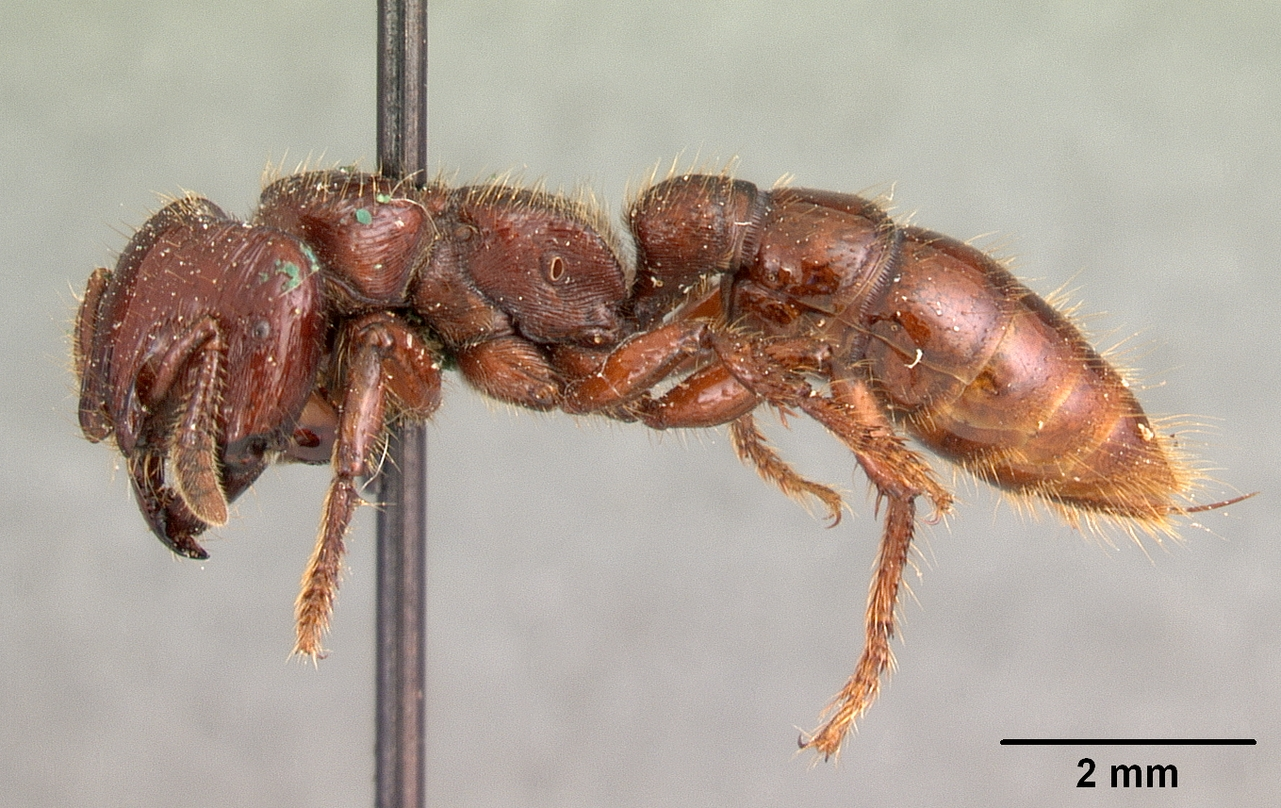
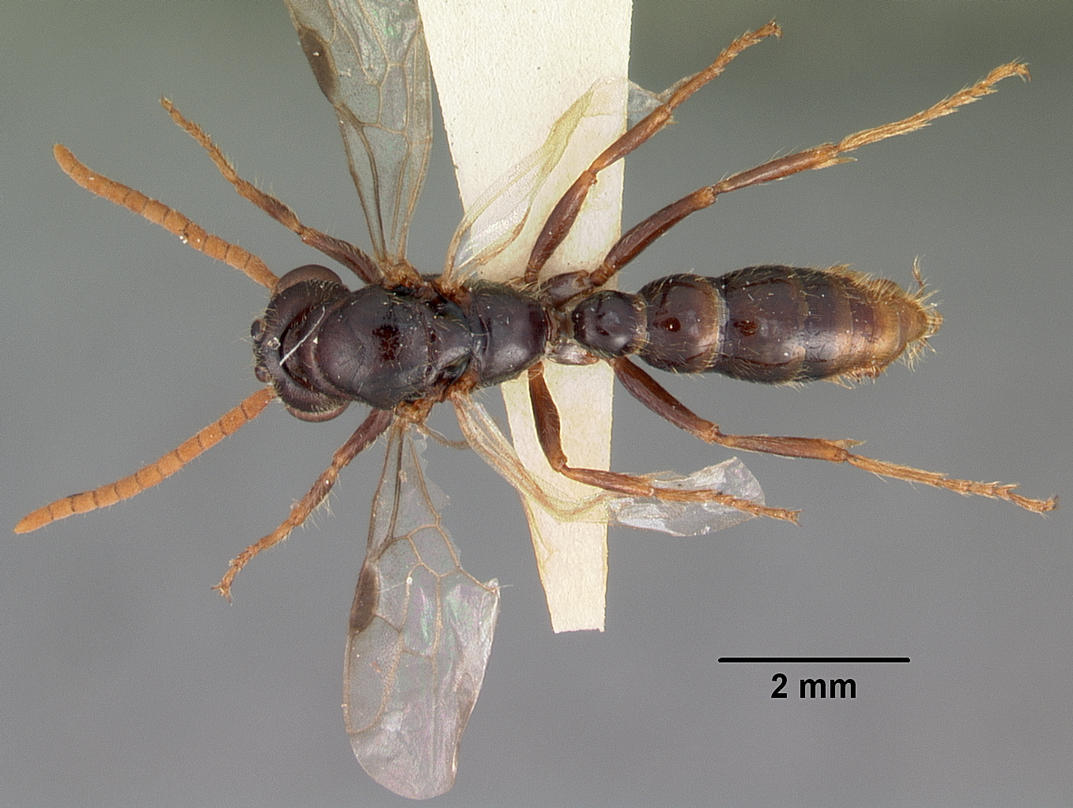
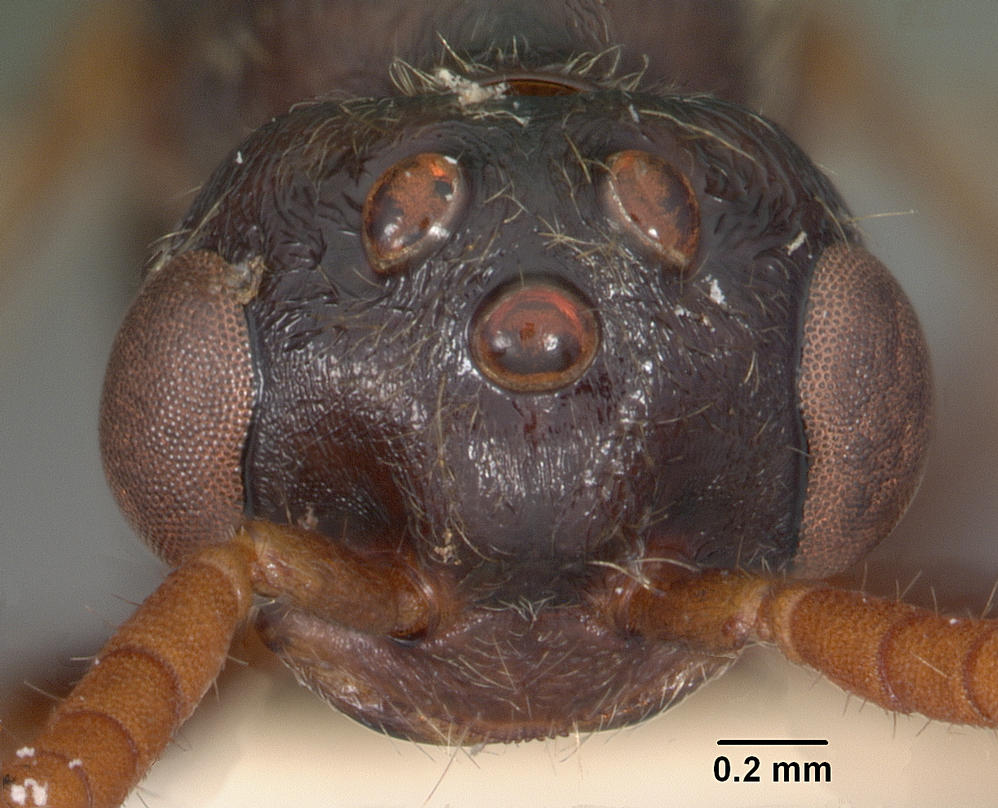